# Касандър
Вижте пояснителната страница за други личности с името Касандър.
Касандър  (Kassander; на гръцки: Κάσσανδρος, Kassandros; * 350 г. пр. Хр.; † 297 г. пр. Хр.) e цар на македоните в Древна Македония (305 г. пр. Хр. – 297 г. пр. Хр.) през IV и III век пр. Хр.
Той е македонски военачалник и най-важният диадох (приемник) на Александър Велики.
По време на войните между диадохите той побеждава династията на Аргеадите, провъзглася се сам за цар на Македония и основава династията Антипатриди.
Касандър е най-възрастният син на Антипатър, който е македонски пълководец по времето на Филип II Македонски и Александър Велики и заместник на Александър в Македония и Гърция.
Касандър участва в Александровия поход в Азия. След смъртта на Александър той става стратег на Азия.
Касандър възстановява град Тива в Беотия и основава новия град Тесалоника (Солун), където заселва населението от Потидеа.
През 298 г. пр. Хр. по време на Галското нашествие на Балканите келтите правят опит да нахлуят в Тракия и Македония, но Касандър ги побеждава близо до Стара планина.
Жени се за принцеса Тесалоника, дъщеря на Филип II и Никесиполис от Фере в Тесалия и полусестра на Александър Велики.
От нея има три сина, бъдещите царе Филип IV, Александър V и Антипатър I.
Касандър умира през 297 г. пр. Хр.